# Johann Weichard von Valvasor

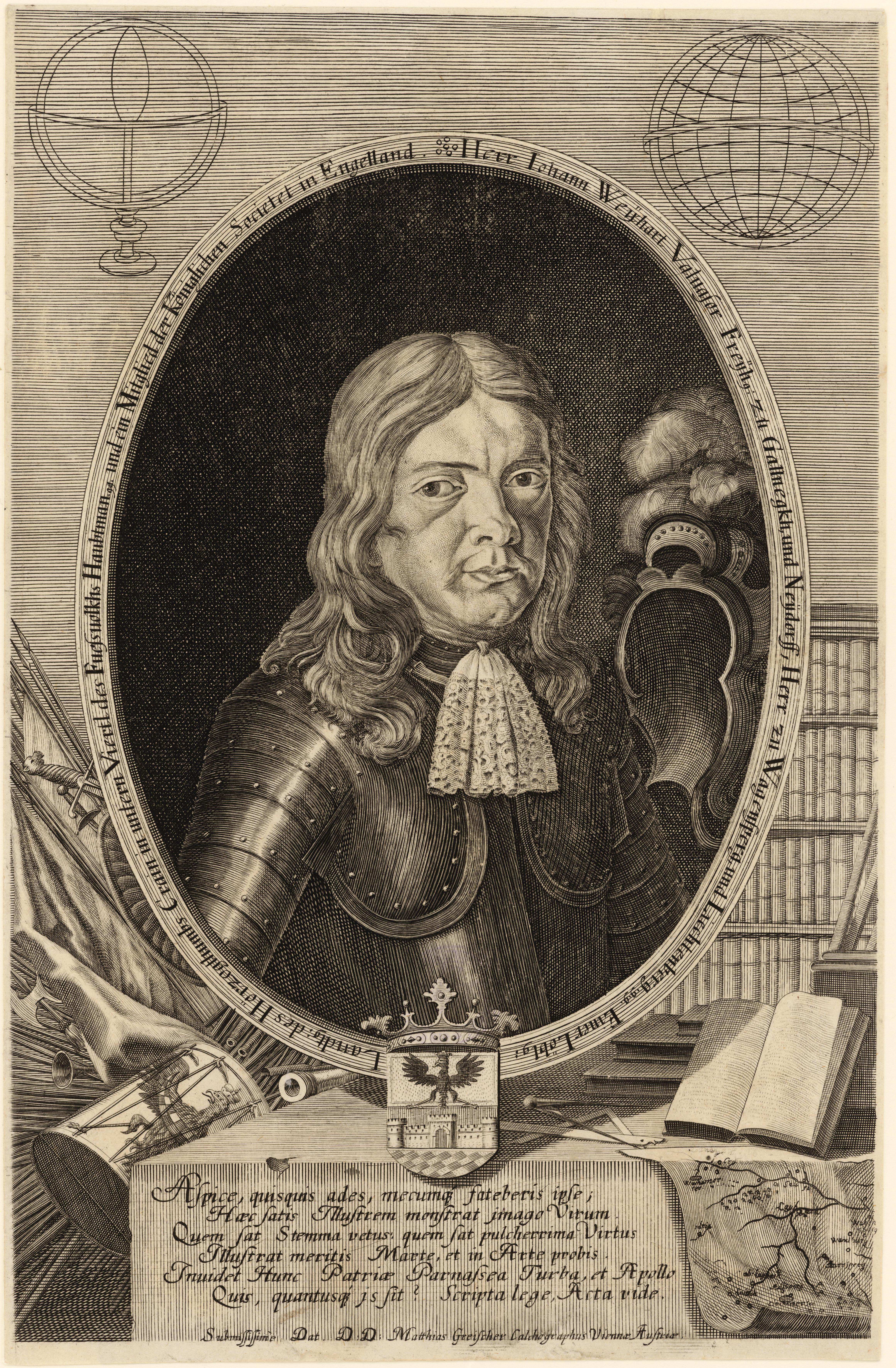
Johann Weichard Valvasor

Johann Weichard Valvasor, Freiherr zu Galleneck und Neudorff, Herr zu Wagensperg und Liechtenberg, slowenisch Janez Vajkard Valvasor (* Mai 1641 in Laibach; † 19. September 1693 in Gurkfeld), war ein Adeliger im habsburgischen Herzogtum Krain sowie ein bedeutender Universalgelehrter, Topograph und Historiker.

## Leben

### Kindheit
Das Geburtsdatum sowie der Geburtsort von Johann Weichard sind nicht überliefert, jedoch ist aus den erhaltenen Taufmatrikeln ersichtlich, dass er am 28. Mai 1641 im Laibacher Dom katholisch getauft wurde. Als Taufpaten wirkten Freiherr Konrad Ruess von Ruessenstein aus Stermol (Strmol) und Regina Dorothea Rasp aus Kreutberg (Krumperk).
Sein Vater, Freiherr Bartholomäus Valvasor, war Generaleinnehmer der Krainer Landstände, Landesausschussmitglied und Inhaber der Oberkrainer Herrschaften Gallenegg (Medija) und Gallenberg (Gamberk). Die Mutter, Freiin Anna Maria, entstammte der alten Krainer Adelsfamilie Rauber. Die Eltern waren seit 1632 verheiratet, Johann Weichard war ihr zwölftes Kind.
Nicht überliefert ist, wo Johann Weichard seine Kindheit verbrachte. Sicherlich auf den elterlichen Liegenschaften, im Laibacher Stadtdomizil am Alten Markt  (Stari trg 4), auf Schloss Gallenegg und auf der Landgerichtsherrschaft Schloss Gallenberg, die sein Vater in Johann Weichards Geburtsjahr erwarb.

### Kulturgeografie und -geschichte

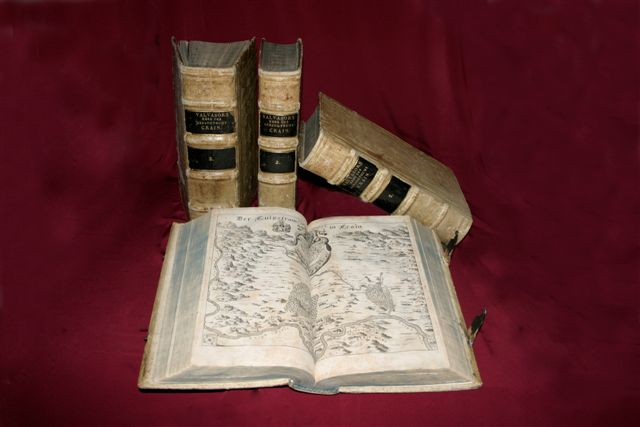
Ein paar Bände von „Die Ehre dess Hertzogthums Crain“, aus dem Jahre 1689

Johann Weichard erwarb sich seine erstaunlich universelle Bildung an verschiedenen Universitäten und als Offizier während der Türkenkriege, aber auch auf Reisen durch viele europäische Länder und nach Afrika.
Seine Beschreibungen von Landschaft, Kultur und Architektur seiner Krainer Heimat, aber auch der Nachbarherzogtümer Kärnten und Steiermark wurden gerühmt. Seine Beschreibungen von Städten, Burgen und Schlössern sowie Naturdenkmälern in Kärnten und Krain sind bis heute bedeutend. Auch für die Geschichtsschreibung sind Valvasors Werke wichtig, da er zahlreiche Informationen sammelte, deren Quellen heute zum Teil verloren sind.

### Zeichnungen und Skizzen
Valvasor fertigte eine große Anzahl von Zeichnungen und Skizzen der in diesen Ländern liegenden Städte, Märkte, Klöster, Burgen und Schlösser an. Diese Skizzen verwendete unter anderen der Illustrator Andreas Trost für Kupferstiche, die in der Topographia Ducatus Carniolae modernae (1679), der Topographia Archiducatus Carinthiae antiquae & modernae completa (1688; Kärnten war allerdings nicht Erzherzogtum) und in Die Ehre dess Hertzogthums Crain (1689) abgedruckt wurden. Valvasor hatte für Trost auf seinem Schloss Wagensberg (slowenisch Bogenšperk) in der Nähe von Littai (Litija)  eine eigene Kupferstichwerkstatt eingerichtet.

### Hydrologische Statistik
Valvasors Entwicklung statistischer Verfahren für die Hydrologie war wegweisend und insbesondere seine Beschreibung des Zirknitzer Sees (Cerkniško jezero) erregte so viel Aufsehen, dass er auf Edmond Halleys Vorschlag in die Londoner Königliche Gesellschaft aufgenommen wurde.

### Gedenken
Valvasor war auf dem slowenischen 20-Tolar-Schein abgebildet.
Seit 1998 wird der Valvasor-Preis, die renommierteste museologische Auszeichnung Sloweniens, jährlich vergeben. Die Valvasorjeva ulica ist in Maribor nach ihm benannt.

### Iconotheca Valvasoriana
Die grafische Sammlung, die Valvasor angelegt hatte, wurde in der Inconotheca Valvasoriana dokumentiert: in 17 Bänden mit insgesamt 7752 Blättern, Drucken und Zeichnungen, unter anderem von Albrecht Dürer, Rembrandt und Lucas Cranach, – eine der bedeutendsten frühbarocken Grafiksammlungen des Habsburgerreiches. Das Original befindet sich in Agram; die Slowenische Akademie der Wissenschaften und Künste hat der Österreichischen Nationalbibliothek 2011 ein Faksimile der kompletten Sammlung überlassen.

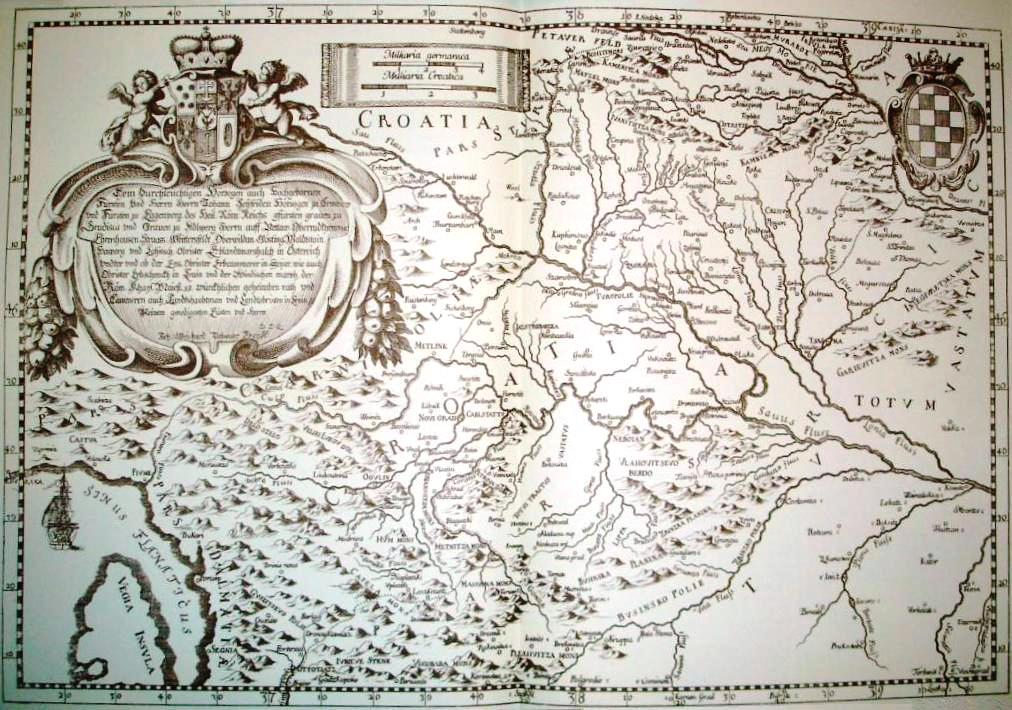
Valvasors Karte Kroatiens (1689)

## Werke
- Dominicae passionis icones, 1679, Reprint 1970 Katalogeintrag bei Cobiss
- Topographia Ducatus Carnioliae modernae, 1679, Reprint 1970 Katalogeintrag bei Cobiss
- Topographia arcium Lambergianarum, id est arces, castella et dominia in Carniolia habita possident comites a Lamberg; Bagenspergi.. (Bogenšperg), 1679 Katalogeintrag bei Cobiss, Reprint 1995 Katalogeintrag bei Cobiss
- Topographia Archiducatus Carinthiae modernae: das ist Controfee aller Stätt, Märckht, Clöster, undt Schlösser, wie sie anietzo stehen in dem Ertzhertzogthumb Khärnten... Wagensperg in Crain (Bogenšperg), 1681 Katalogeintrag bei Cobiss; Nürnberg, 1688 Katalogeintrag bei Cobiss
- Carniolia, Karstia, Histria et Windorum Marchia. Labaci (Ljubljana) 1681 Katalogeintrag bei Cobiss
- Theatrum mortis humanae tripartitum: figuris aeneis illustratum: das ist: Schau-Bühne des menschlichen Todts in drey Theil: mit schönen Kupffer-Stichen geziehrt vnd an Tag gegeben. Laybach, Saltzburg (Ljubljana, Salzburg) 1682 Katalogeintrag bei Cobiss Digitalisierte Ausgabe der Universitäts- und Landesbibliothek Düsseldorf
- Topographia Archiducatus Carinthiae antiquae & modernae completa: Das ist Vollkommene und gründliche Land-Beschreibung des berühmten Erz-Herzogthums Kärndten. Nürnberg 1688, Katalogeintrag bei Cobiss
- Opus insignium armorumque ... (1687–1688) Katalogeintrag bei Cobiss
- Die Ehre dess Hertzogthums Crain: das ist, Wahre, gründliche, und recht eigendliche Belegen- und Beschaffenheit dieses Römisch-Keyserlichen herrlichen Erblandes. Laybach (Ljubljana) 1689 Katalogeintrag bei Cobiss (Google Books Download)
- Tabula Ducatus Carnioliæ, Vindorum Marchiæ et Histriæ / ex mente Illustr:mi quondam L.B. Valvasorii concinnata et exhibita â Io. Bapt. Homanno S.C.M. Geogr: Noribergæ, [vor 1724] (Digitalisat)